# اوسا (باشقیرستان)
اوسا (انگلیسی: Usa, Republic of Bashkortostan) یک شهرک در شهرستان بلاگووشچنسکی باشقیرستان کشور روسیه است.